# Matsumurides okinawanus
Matsumurides okinawanus är en fjärilsart som beskrevs av Matsumura 1931. Matsumurides okinawanus ingår i släktet Matsumurides och familjen snigelspinnare. Inga underarter finns listade i Catalogue of Life.